# Paul Berthon

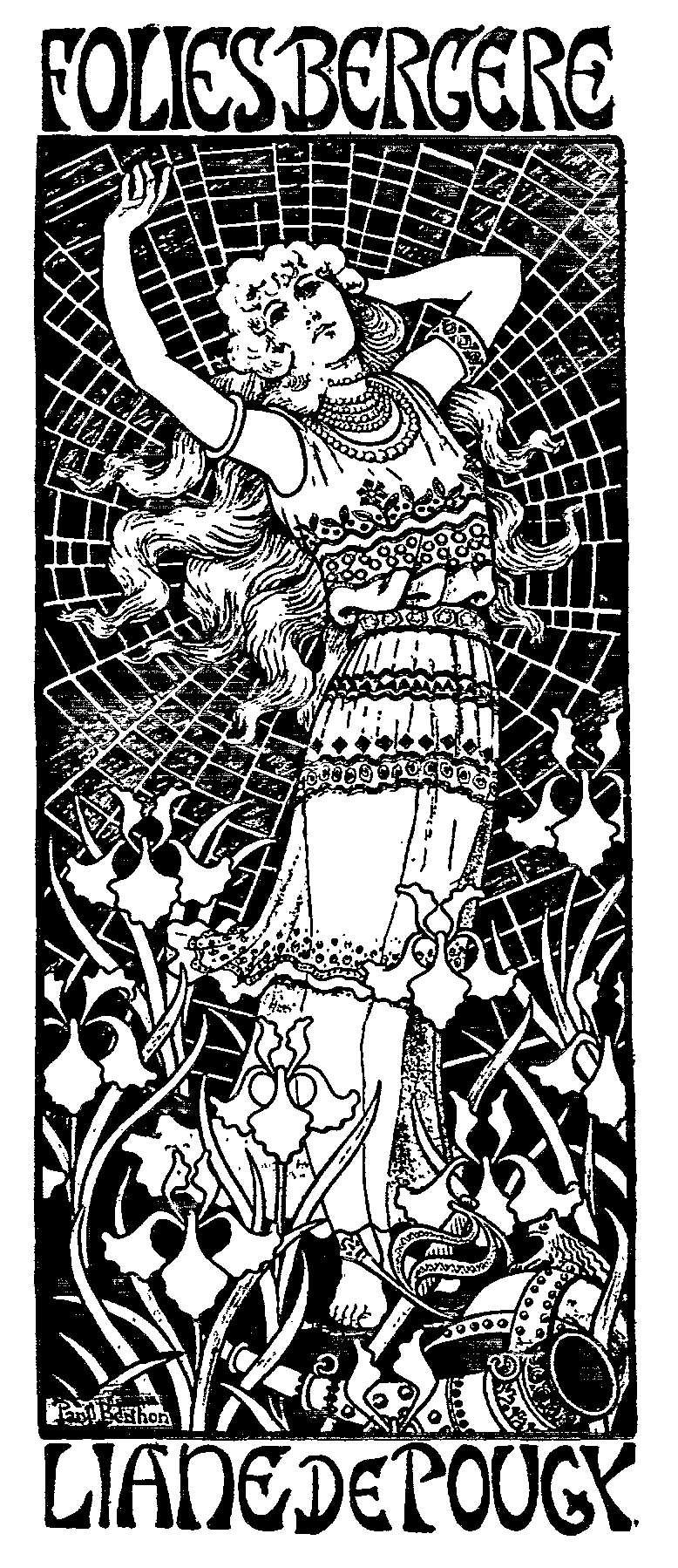
Liane de Pougy en el Folies Bergère (1896), cartel de Paul Berthon.

Paul Louis Joseph Berthon, más conocido como Paul Berthon (15 de marzo de 1872, Villefranche-sur-Saône, Departamento de Ródano, Francia - 27 de febrero de 1934, Sceaux), fue un pintor, cartelista y decorador francés.
Empezó a estudiar pintura en su ciudad natal. En 1893, marchó a París, donde fue alumno de la École normale d'enseignement du dessin. Tuvo como profesores a Luc-Olivier Merson y Puvis de Chavannes, pero el profesor que más le influyó fue Eugène Grasset. Como él, se orientaría hacia el art nouveau.

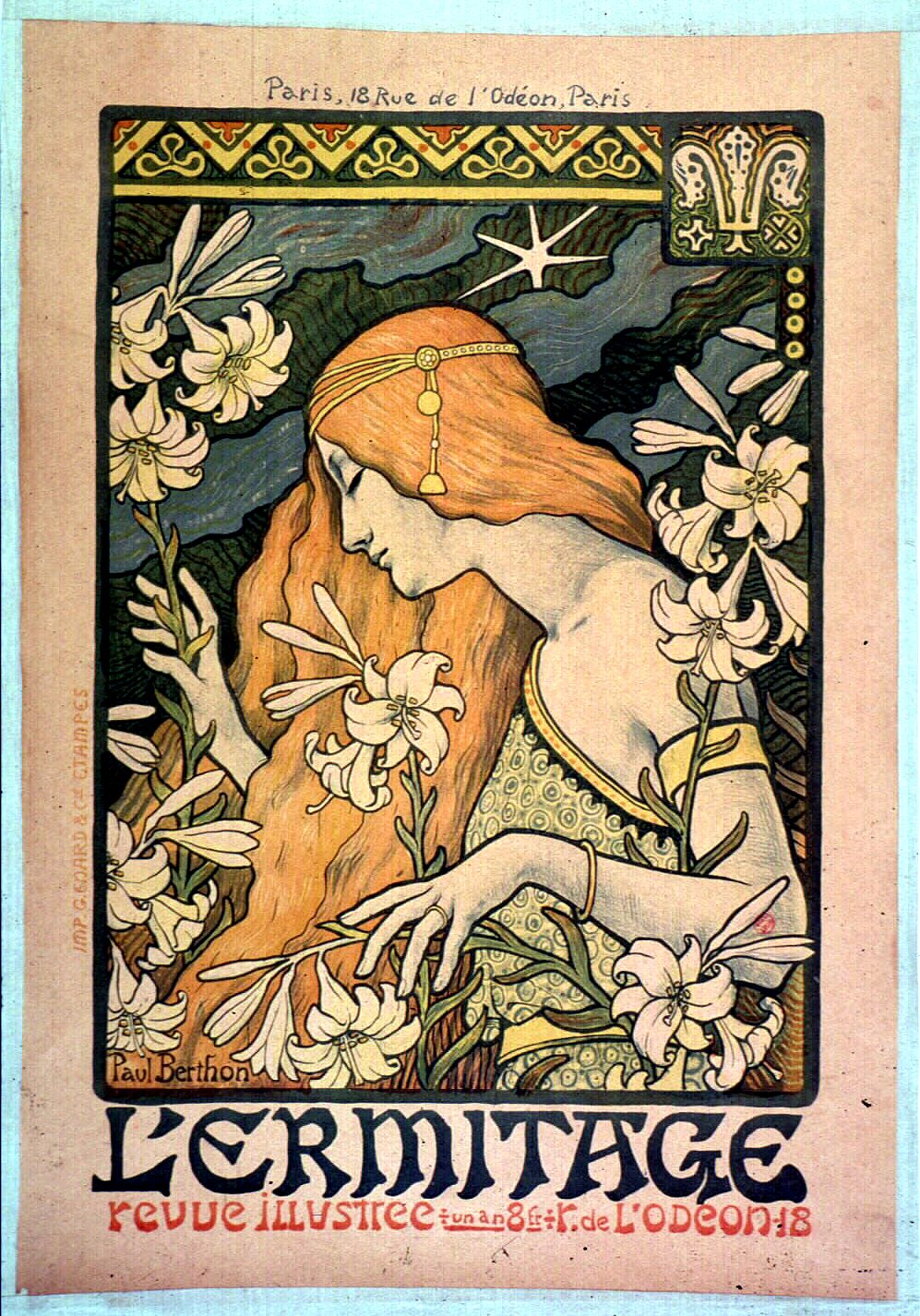
Cartel de Paul Berthon.

Murió a los 36 años, por lo que el catálogo de sus obras no es muy extenso: un centenar de litografías en blanco y negro y en color, y xilografías.
Dos de sus obras fueron publicadas en la revista Les Maîtres de l'affiche.